# Aplonobia sisianensis
Aplonobia sisianensis är en spindeldjursart som först beskrevs av Bagdasarian 1959.  Aplonobia sisianensis ingår i släktet Aplonobia och familjen Tetranychidae. Inga underarter finns listade i Catalogue of Life.